# البحرية البرازيلية
البحرية البرازيلية؛ القوات البحرية البرازيلية (بالبرتغالية: Marinha do Brasil‏) هي أحد الفروع الرئيسية للقوات المُسلحة البرازيلية، والمسؤول عن إجراء العمليات البحرية. البحرية البرازيلية هي أكبر بحرية في أمريكا الجنوبية وأمريكا اللاتينية، وثاني أكبر بحرية في الأمريكتين، بعد البحرية الأمريكية.
شاركت البحرية في حرب استقلال البرازيل من البُرتغال. تم نقل مُعظم القوات والقواعد البحرية البرتغالية في أمريكا الجنوبية إلى الدولة المُستقلة حديثًا. في العقود الأولى التي أعقبت الاستقلال، احتفظت البلاد بقوة بحرية كبيرة وشاركت البحرية لاحقًا في حرب السيزبلاتين، وصراعات ريفر بلايت، وحرب الباراغواي، بالإضافة إلى تمردات مُتفرقة أخرى ميزت تاريخ البرازيل.
بحلول الثمانينات من القرن التاسع عشر، كانت البحرية الإمبراطورية البرازيلية هي الأقوى في أمريكا الجنوبية. بعد التمرد البحري في عام 1893، كانت هناك فجوة في تطور البحرية حتى عام 1905، عندما استحوذت البرازيل على اثنين من أقوى المدرجات البحرية المُتقدمة في ذلك اليوم مما أثار سباق المُدرعة البحرية مع جيران البرازيل في أمريكا الجنوبية. شاركت البحرية البرازيلية في كل من الحرب العالمية الأولى والثانية، حيث شاركت في دوريات مضادة للغواصات في المحيط الأطلسي.
تشمل البحرية البرازيلية الحديثة فرقاطات صواريخ موجهة بريطانية الصُنع (FFG)، وفرقيطات محلية الصُنع (FFL)، وغواصات ساحلية تعمل بالديزل والكهرباء (SSK) والعديد من زوارق الدوريات النهرية والساحلية الأخرى.

## المُهمة
بالإضافة إلى أدوار البحرية التقليدية، تقوم البحرية البرازيلية أيضًا بدور تنظيم البحرية التجارية وغيرها من مهام السلامة التشغيلية التي يقوم بها حرس السواحل تقليديًا. تشمل الأدوار الأخرى:
- تنفيذ السياسة البحرية الوطنية
- تنفيذ وإنفاذ القوانين واللوائح المُتعلقة بالبحر والمياه الداخلية.

## التاريخ

### الأصول
تعود أصول البحرية البرازيلية إلى القوات البحرية البرتغالية المُتمركزة في البرازيل. انتقلت الملكية البرتغالية إلى البرازيل في عام 1808 أثناء حروب نابليون، وأدى إلى نقل جزءاً كبيراً من هيكل البحرية البرتغالية وأفرادها وسفنها إلى البرازيل، فأصبحت بعدها جوهر البحرية البرازيلية.

### البحرية الإمبراطورية (1822-1889)

#### حرب الاستقلال
نشأت البحرية البرازيلية مع استقلال البلاد. كان بعض أعضائها من البرازيليين المولودين في البلاد، والذين مُنعوا تحت الحكم البرتغالي من الخدمة، بينما كان الأعضاء الآخرون برتغاليين المولودين الذين التزموا بقضية الاستقلال والمرتزقة الأجانب. تم دمج عدد من المؤسسات التي أنشأها الملك البرتغالي جواو السادس سابقًا في البحرية مثل وزارة البحرية، ومقر البحرية، وقسم التخطيط والمحاسبة، وأرسنال (حوض بناء السفن) التابع للبحرية، وأكاديمية حراس البحرية، والمستشفى البحري، والمراجعة، والمجلس العسكري الأعلى، ومصنع البودرة، وغيرها. تم اختيار الكابتن البرازيلي المولد لويس دا كونها موريرا ليكون أول وزير للبحرية في 28 أكتوبر 1822.
تم تعيين ضابط البحرية البريطانية اللورد توماس ألكسندر كوكرين قائدًا للبحرية البرازيلية وحصل على رتبة «أميرال أول». في ذلك الوقت، كان الأسطول يتألف من سفينة واحدة الخطية (بيدرو الأول) وأربع فرقاطات وسفن أصغر لما مجموعه 38 سفينة حربية. أنشأ وزير الخزانة مارتيم فرانسيسكو ريبيرو دي أندرادا اشتراكًا وطنيًا لتوليد رأس المال من أجل زيادة حجم الأسطول. تم إرسال المساهمات في جميع أنحاء البرازيل. حتى الإمبراطور بيدرو الأول حصل على سفنية تجارية على نفقته الخاصة (أعيدت تسميتها كابوكلو) وتبرع بها للبحرية. قاتلت البحرية في شمال وجنوب البرازيل أيضًا حيث كان لها دور حاسم في استقلال البلاد. بعد قمع الثورة في بيرنامبوكو عام 1824 وقبل حرب السيزبلاتين، ازداد حجم البحرية وقوتها بشكل ملحوظ. بدءًا من 38 سفينة في عام 1822، كان لدى البحرية في النهاية 96 سفينة حربية حديثة من مختلف الأنواع مع أكثر من 690 مدفعًا.

#### حرب سيسبلاتين والتمردات (1825-1849)

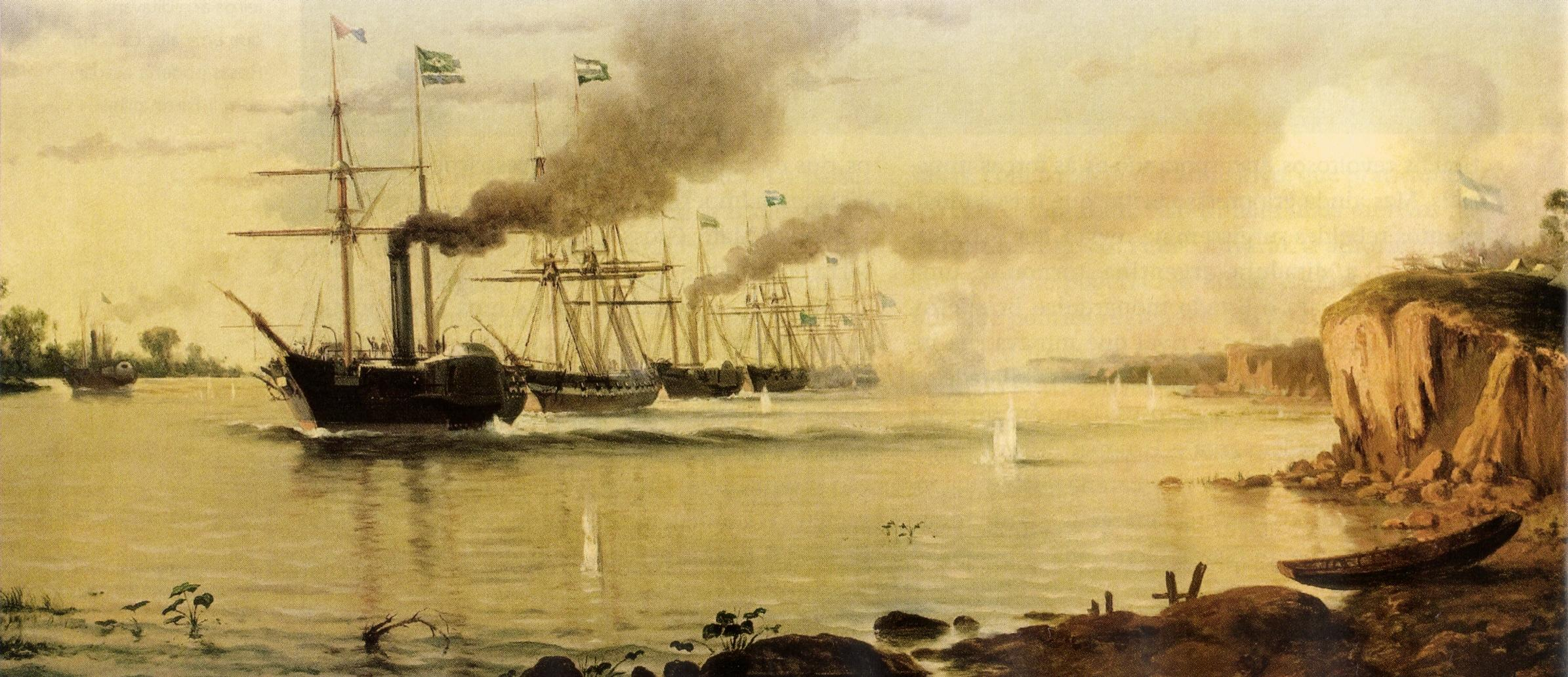
السفن الحربية البرازيلية تمر عبر الدفاعات في تونليرو.

قامت البحرية بسد مصب نهر ريو دي لا بلاتا، مما أعاق الاتصال بين المقاطعات المتحدة (كما كان يُطلق على الأرجنتين آنذاك) مع متمردي سيسبلاتين الذين أرادوا أن تنضم أوروغواي إلى الأرجنتين مرة أخرى أو تصبح دولة مستقلة. وقعت عدة معارك بين السفن البرازيلية والأرجنتينية حتى هزيمة الأسطول الأرجنتيني المكون من طرادين وخمسة سفن وباركنتين بالقرب من جزيرة سانتياغو في عام 1827. وصلت الحرب إلى السجال وفي عام 1828 وقبلت استقلال أوروغواي. عندما تنازل بيدرو الأول عن العرش في عام 1831، فقد ترك أسطولًا بحريًا قويًا مكونًا من سفينتين من الخط وعشر فرقاطات بالإضافة إلى طرادات وسفن بخارية وسفن أخرى لما مجموعه 80 سفينة حربية على الأقل في وقت السلم. خلال 58 عامًا من حكم بيدرو الثاني، حققت البحرية البرازيلية أعظم قوتها فيما يتعلق بالقوات البحرية في جميع أنحاء العالم. تم تحسين قسم الأرسنال قسم البحرية، والسجن البحري وتم إنشاء سلاح مشاة بحري إمبراطوري. تم اعتماد نظام الملاحة البخارية. قامت البرازيل بسرعة بتحديث أسطولها من خلال الحصول على سفن من مصادر أجنبية بينما تقوم أيضًا ببناء السفن محليًا، واستبدلت البحرية البرازيلية المدافع القديمة بأخرى جديدة، والتي كانت أكثر دقة ولها نطاقات أطول. تم إجراء تحسينات أيضًا في الترسانات (أحواض بناء السفن) والقواعد البحرية، والتي تم تجهيزها بورش عمل جديدة. تم بناء السفن في الترسانة البحرية لريو دي جانيرو، وسلفادور وريسيفي وسانتوس ونيتيروي وبيلوتاس. كما قاتلت البحرية بنجاح جميع الثورات التي حدثت خلال الوصاية حيث قامت بعمليات حصار ونقل قوات الجيش؛ بما في ذلك حرب الراغامافن وثورتي كاباناجم وبالايادا وغيرها.
عندما تم بلغ الإمبراطور بيدرو الثاني السن القانوني، وتولى صلاحياته الدستورية في عام 1840، كان لدى أرمادا أكثر من 90 سفينة حربية: ست فرقاطات، وسبع طرادات، واثنان من المركب الشراعي، وستة مبانٍ، وثمانية سفن شراعية، و 16 زورقًا حربيًا، و 12 مركبًا شراعيًا، وسبعة المراكب الشراعية المُسلّحة، وستة مراكب بُخارية، وثلاث سفن نقل، ورافعتا سحب مسلحتان، وقاطعتان، وثلاثة عشر قاربًا أكبر.
خلال الخمسينيات من القرن التاسع عشر، أعيد تنظيم وتحسين قسم المحاسبة في البحرية ومقر البحرية والأكاديمية البحرية. تم شراء سفن جديدة، وكانت إدارات الموانئ مُجهزة بشكل أفضل. تم تنظيم سلاح البحرية الإمبراطوري بشكل نهائي وتم إنشاء سلاح مُشاة البحرية ليحل محل سلاح المدفعية البحرية. كما تم إنشاء خدمة مساعدة المعاقين، جنبًا إلى جنب مع العديد من المدارس للبحارة والحرفيين.

#### حروب بلاتين والباراغواي ونهاية الإمبراطورية (1849–1889)

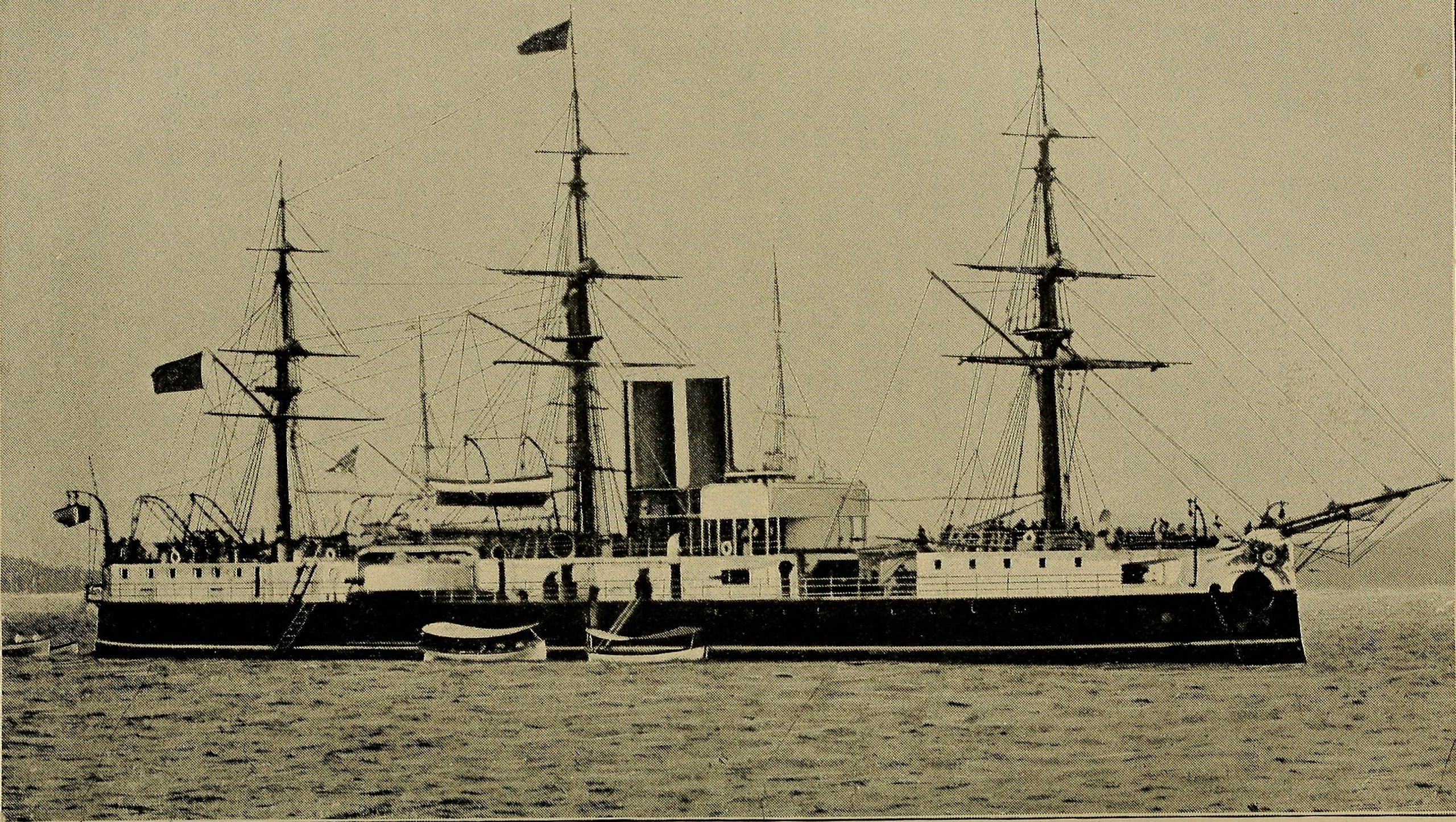
البارجة البرازيلية Riachuelo

لم تتوقف النزاعات في منطقة بلاتين بعد حرب 1825. وقد أجبرت الفوضى التي سببها روساس الاستبداد ورغبته في إخضاع بوليفيا وأوروغواي وباراغواي البرازيل على التوسط. أرسلت الحكومة البرازيلية قوة بحرية مكونة من 17 سفينة حربية (سفينة خطية و 10 طرادات وست سفن بخارية) بقيادة المحارب المخضرم جون باسكو جرينفيل. نجح الأسطول البرازيلي في المرور عبر خط الدفاع الأرجنتيني في ممر تونليرو تحت هجوم عنيف ونقل القوات إلى مسرح العمليات. في عام 1864 قاتلت البحرية في حرب الأوروغواي وبعد ذلك مباشرة في حرب الباراجواي حيث قضت على البحرية الباراجوايية في معركة رياتشويلو.
لم يلق الانقلاب الذي أنهى الملكية في البرازيل عام 1889 قبولًا جيدًا من قبل الأسطول. تعرضت بحارة الإمبراطورية للهجوم عندما حاولوا دعم الإمبراطور المسجون في قصر المدينة. توسل ماركيز تامانداري بيدرو الثاني للسماح له بمقاومة الانقلاب. ومع ذلك، رفض الإمبراطور السماح بأي إراقة دماء. تم سجن تامانداري لاحقًا بأمر من الديكتاتور فلوريانو بيكسوتو بتهمة تمويل الجيش الملكي في الثورة الفيدرالية. قاد الأدميرال سالدانها دا جاما ثورة الأرمادا بهدف استعادة الإمبراطورية وتحالف مع الملكيين الآخرين الذين كانوا يقاتلون في الثورة الفيدرالية. ومع ذلك، تم سحق جميع المحاولات بعنف. تم سجن كبار الضباط الملكيين أو نفيهم أو إعدامهم رمياً بالرصاص دون اتباع الإجراءات القانونية الواجبة، كما عانى مرؤوسوهم من عقوبات قاسية.

### الحروب العالمية (1917-1945)

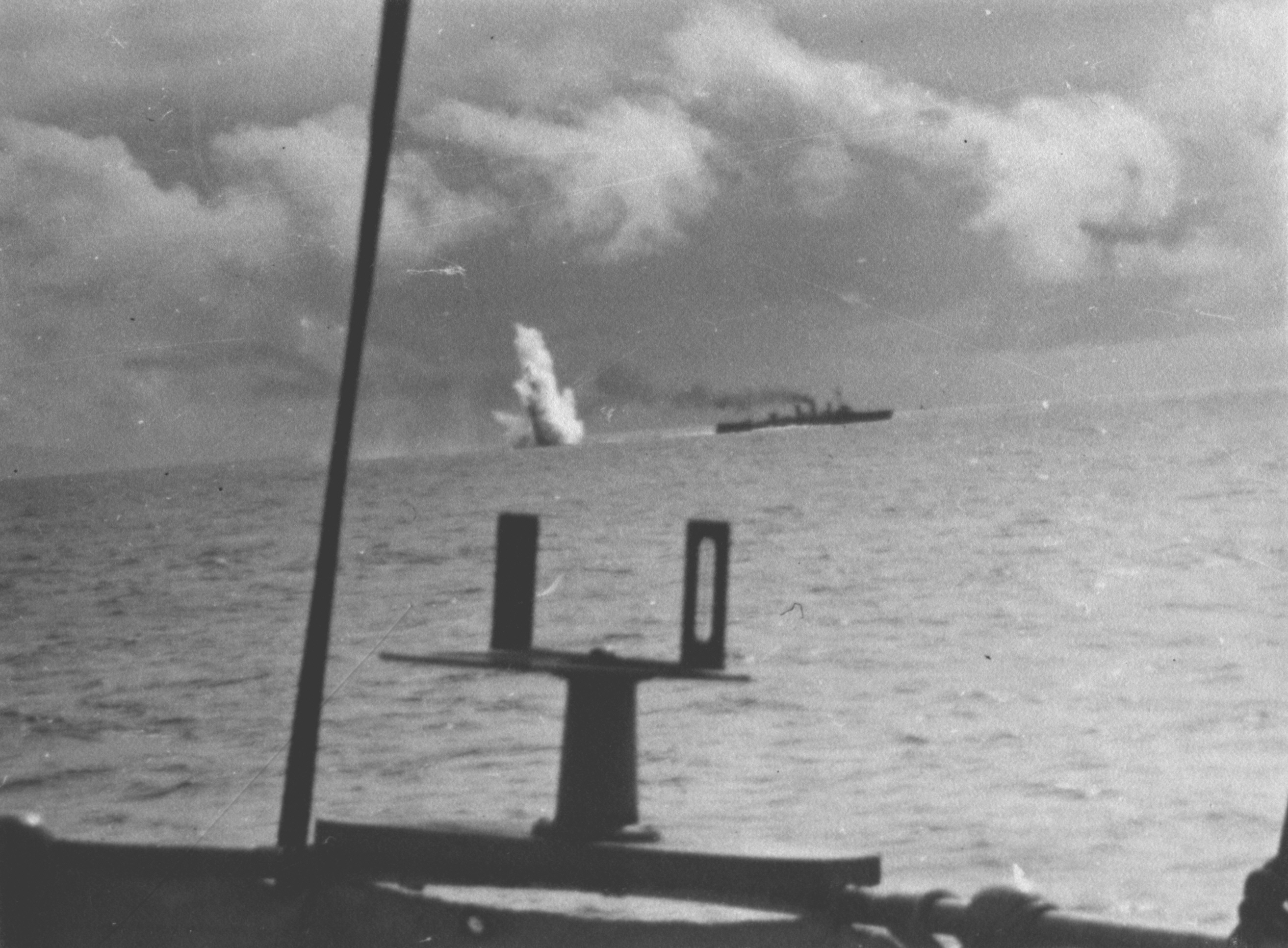
طراد استطلاع برازيلي من طراز باهيا ، يحمي قوافل الحلفاء في جنوب المحيط الأطلسي، ويسقط شحنات العمق ضد غواصات المحور

في 21 ديسمبر 1917، طلبت الحكومة البريطانية وضع قوة بحرية برازيلية من الطرادات الخفيفة تحت سيطرة البحرية الملكية وسرب يضم الطرادات ريو غراندي دو سول وباهيا، ومدمرات بارايبا، وريو غراندي دو نورتي، وبياوي، وسانتا كاتارينا.
بدء الانتفاضة المسلحة في ولاية ساو باولو في يوليو 1932، كان أحد الإجراءات الأولى للقوات القانونية هو حصار ميناء سانتوس، وكان الهدف هو منع متمردي ولاية ساو باولو من الحصول على الإمدادات والأسلحة من الخارج. شكلت البحرية البرازيلية أسطولًا من السفن بقيادة الطراد ريو غراندي دو سول، بما في ذلك المدمرات ماتو جروسو وبارا وسيرغيبي.
خلال الثورة الدستورية لعام 1932، أصبحت السفينة ريو غراندي دو سول أول سفينة بحرية برازيلية تُسقط طائرة. طوال الصراع، تم إغلاق ميناء سانتوس من قبل البحرية البرازيلية، مما جعل من المستحيل على المتمردين تلقي التعزيزات هناك، نفذت السفن البحرية أيضًا قصفًا بحريًا لقوات المتمردين المتمركزة هناك.
على الرغم من عمليات الغواصات في المنطقة (المتمركزة في مضيق المحيط الأطلسي بين البرازيل وغرب إفريقيا) التي بدأت في خريف عام 1940، إلا أنها بدأت في العام التالي فقط في إثارة قلق جدي في واشنطن. تسبب هذا التهديد المتصور في أن تقرر الولايات المتحدة أن دخول القوات الأمريكية على طول الساحل البرازيلي سيكون ذا قيمة. بعد مفاوضات مع وزير الخارجية البرازيلي أوزفالدو أرانا (نيابة عن الدكتاتور جيتوليو فارجاس)، تم تقديم هذه في النصف الثاني من عام 1941. وسعت ألمانيا وإيطاليا بعد ذلك هجمات الغواصات لتشمل السفن البرازيلية أينما كانت، ومن أبريل 1942 تم العثور عليها في مياه البرازيل. في 22 مايو 1942، نفذت طائرات سلاح الجو البرازيلي أول هجوم برازيلي (على الرغم من عدم نجاحه) على غواصة إيطالية. بعد سلسلة من الهجمات على السفن التجارية قبالة الساحل البرازيلي بواسطة الغواصة الألمانية U-507 ، دخلت البرازيل الحرب رسميًا في 22 أغسطس 1942، وقدمت إضافة مهمة إلى موقع الحلفاء الاستراتيجي في جنوب المحيط الأطلسي.
في الحرب العالمية الثانية، كانت البحرية البرازيلية مهملة. في أوائل عام 1942، كانت الغواصات الألمانية تهدف إلى منع وصول الإمدادات إلى بريطانيا والاتحاد السوفيتي. بين عامي 1942 و 1944، كانت البحرية البرازيلية مدعومة من قبل البحرية الأمريكية. خلال هذه الفترة، تم إنشاء العديد من القواعد البحرية في شمال وشمال شرق البرازيل، لتصبح المقر الرئيسي لقيادة الحلفاء في جنوب المحيط الأطلسي.
توفي حوالي 1100 برازيلي خلال معركة المحيط الأطلسي نتيجة غرق 32 سفينة تجارية برازيلية وسفينة حربية بحرية. من بين 972 قتيلاً من السفن التجارية، كان 470 من أفراد الطاقم و 502 من الركاب المدنيين. إلى جانب هؤلاء، توفي 99 بحارًا في غرق سفينة برازيلية عندما تعرضت لهجوم من قبل الغواصات الألمانية، بالإضافة إلى حوالي 350 حالة وفاة في الحوادث التي أدت إلى غرق سفينة حربية برازيلية في 21 يوليو 1944. غرقت الطراد باهيا من قبل غواصة في 4 يوليو 1945 أسفر عن مقتل أكثر من 300 رجل.

### فترة الحرب الباردة (1945-1988)
في عام 1961، وسعت بعض مجموعات الصيادين الفرنسيين الذين كانوا يعملون بشكل مربح للغاية قبالة سواحل موريتانيا بحثهم إلى الجانب الآخر من المحيط الأطلسي، واستقروا في بقعة قبالة سواحل البرازيل. اشتكى الصيادون المحليون من أن قوارب كبيرة كانت قادمة من فرنسا لصيد سرطان البحر قبالة ولاية بيرنامبوكو، لذلك أمر الأدميرال البرازيلي أرنولدو توسكانو طرادين بالإبحار إلى المنطقة التي توجد بها قوارب الصيد الفرنسية. بعد أن رأى قبطان السفينة البرازيلية أن ادعاء الصيادين كان مبررًا، طالب القوارب الفرنسية بالتراجع إلى المياه العميقة، تاركًا الجرف القاري لسفن برازيلية أصغر. أصبح الموقف متوتراً للغاية بمجرد رفض الفرنسيين لهذا الطلب وأرسلوا رسالة عبر الراديو يطلبون فيها من الحكومة الفرنسية إرسال مدمرة لمرافقة قوارب سرطان البحر، مما دفع الحكومة البرازيلية إلى وضع الأسطول في حالة تأهب. أرسلت الحكومة الفرنسية مدمرة من طراز T 53 في 21 فبراير لمراقبة قوارب الصيد الفرنسية. وانسحبت السفينة الفرنسية بعد وصول البارجة الحربية البرازيلية وحاملة الطائرات ميناس جيرايس.

### عمليات حفظ السلام

#### هايتي

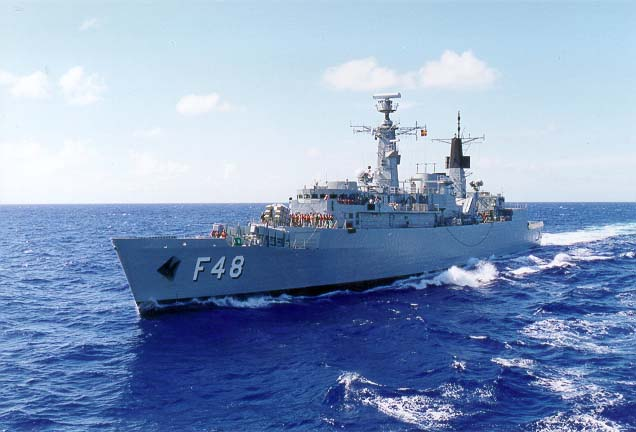
كانت الفرقاطة بوزسيو واحدة من السفن الحربية التابعة للبحرية البرازيلية التي تم إرسالها في مهمة للأمم المتحدة في هايتي

في 28 مايو 2004، غادرت أربع سفن تابعة للبحرية البرازيلية من ريو دي جانيرو متجهة إلى هايتي في مهمة سلام بتنسيق من الأمم المتحدة. نقلت السفن جزءًا من الوحدة العسكرية التي شاركت في إعادة إعمار هايتي. في 28 فبراير 2010، أبحرت سفينة بحرية برازيلية من ريو دي جانيرو على متنها 900 طن من البضائع، بما في ذلك إمدادات المساعدات الإنسانية لضحايا الزلزال في هايتي بالإضافة إلى معدات للجيش البرازيلي الذي يعمل في ذلك البلد.
وجلبت ذخيرة للجنود البرازيليين إضافة إلى 14 مولدا كهربائيا و 30 مركبة من بينها شاحنات وسيارات إسعاف وعربات مصفحة. يتكون طاقم السفينة من 350 بحارا.

#### لُبنان

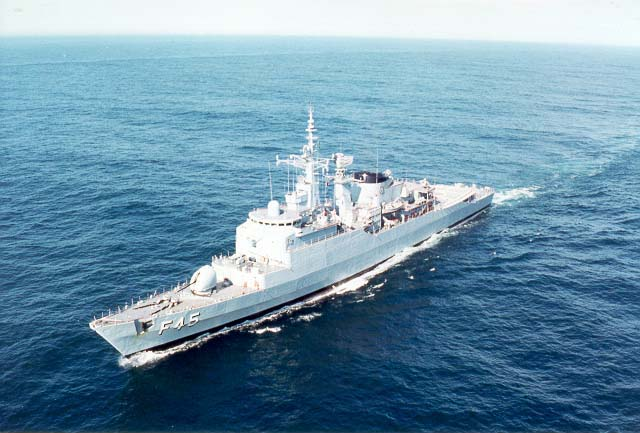
الفرقاطة البرازيلية يونياو

في 15 فبراير 2011، تولت البرازيل قيادة فرقة العمل البحرية (MTF) التابعة لقوة الأمم المتحدة المؤقتة في لبنان (UNIFIL). في 4 أكتوبر، أبلغت وزارتا الدفاع والعلاقات الخارجية البرازيليتان السلطات أن البرازيل سترسل سفينة تابعة للبحرية مع ما يصل إلى 300 من أفراد الطاقم، مُجهزين بطائرة، للانضمام إلى الأسطول في لُبنان وأن السفينة قد أذن بها الكونغرس الوطني. في 25 نوفمبر 2011، انضمت فرقاطة يونياو على متنها 239 ضابطًا وبحارًا إلى فرقة العمل، مما رفع عدد السُفن التي تساعد البحرية اللبنانية في مُراقبة المياه الإقليمية اللبنانية إلى تسعة.
كانت الفرقاطة بمثابة الرائد للأدميرال لويز هنريك كارولي من البرازيل الذي كان قائدًا لقوة الأمم المتحدة المؤقتة في لبنان منذ فبراير.
في 10 أبريل 2012، غادرت الفرقاطة الليبرالية ريو دي جانيرو متجهة إلى لبنان للانضمام إلى القوة. وتم إعفاؤها في يناير 2013 من قبل الفرقاطة كونستيتويساو التي انضمت إلى مجموعة متعددة الجنسيات تتألف من تسع سفن؛ ثلاثة من ألمانيا واثنان من بنغلاديش وواحد من اليونان وواحد من إندونيسيا وواحد من تركيا. يتكون الطاقم من 250 مسئولا عسكريا. كان من المقرر العودة إلى ريو في أغسطس 2013.
في 8 أغسطس 2015، غادرت السفينة الحربية باروسو ريو دي جانيرو لتحل محل أونياو وفي وقت لاحق من ذلك الشهر نفذت عمليات اعتراض بحرية وقدمت التدريب للبحرية اللبنانية. في 4 سبتمبر 2015، أنقذت 220 مهاجرًا سوريًا في البحر الأبيض المتوسط، وفقًا لما أوردته وزارة الدفاع في بيان صدر على موقعها على الإنترنت. كانت السفينة البرازيلية تبحر باتجاه بيروت في لبنان عندما تلقت تنبيهًا من مركز تنسيق الإنقاذ البحري الإيطالي (MRCC) بشأن غرق سفينة تنقل مهاجرين إلى أوروبا.
في مهمة لا تزال مستمرة، شاركت البحرية البرازيلية في مجموع أكثر من 3600 عسكري في إجراءات لمنع دخول البضائع غير المشروعة والأسلحة والمعدات غير المصرح بها عن طريق البحر، وقدموا التدريب للبحرية اللبنانية، وساهموا أيضًا في مراقبة المناطق البحرية والإقليمية. وفتشت لجنة مراقبة الإرهاب بالفعل أكثر من 71.200 سفينة وأحالت حوالي 14100 من هذه السفن إلى السلطات اللبنانية للتفتيش، في البحر أو على الأرض، وتعمل في منطقة عمليات بحرية تغطي ما يقرب من 17000 كيلومتر مربع.

## البحرية البرازيلية اليوم

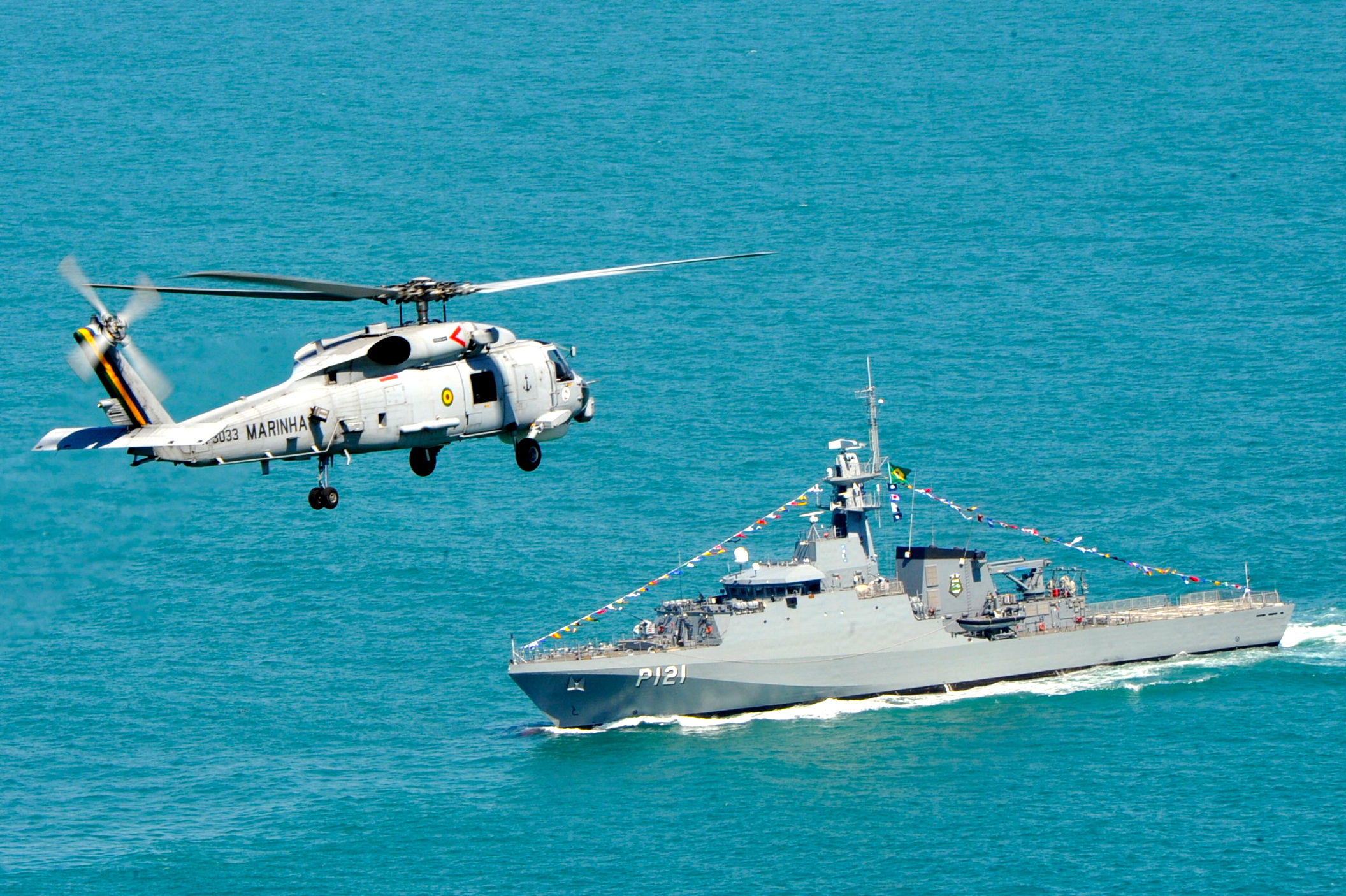
تحلق المروحية S-70B فوق سفن دورية نوع أمازون كورفيت أبا

- شؤون الموظفين - اعتبارًا من عام 2020، يبلغ قوام البحرية البرازيلية حوالي 80500 فرد نشط، منهم حوالي 16000 من المشاة البحرية. قائد البحرية الحالي هو الأدميرال إلكيس باربوسا جونيور.
- الطائرات - اعتبارًا من عام 2011، يعمل ذراع الطيران البحري التابع للبحرية حوالي 85 طائرة. جميع الطائرات هليكوبتر باستثناء إيه-4 سكاي هوك (A-4 Skyhawks).
- مشاة البحرية - سلاح مشاة البحرية البرازيلي (بالبرتغالية: Corpo de Fuzileiros Navais؛ CFN)[24] هو فرع القتال البري للبحرية البرازيلية.
- الأسطول البرازيلي

### السفن التاريخية البارزة للبحرية البرازيلية

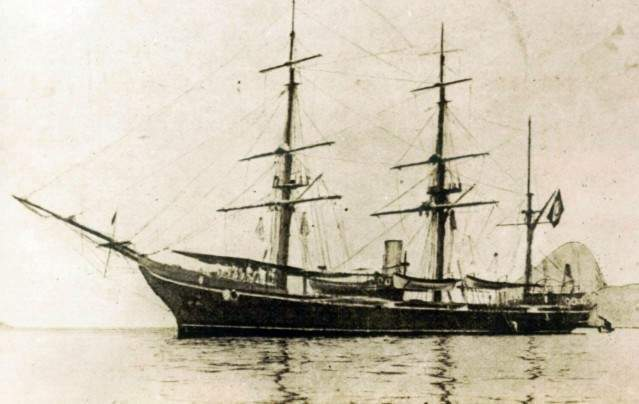
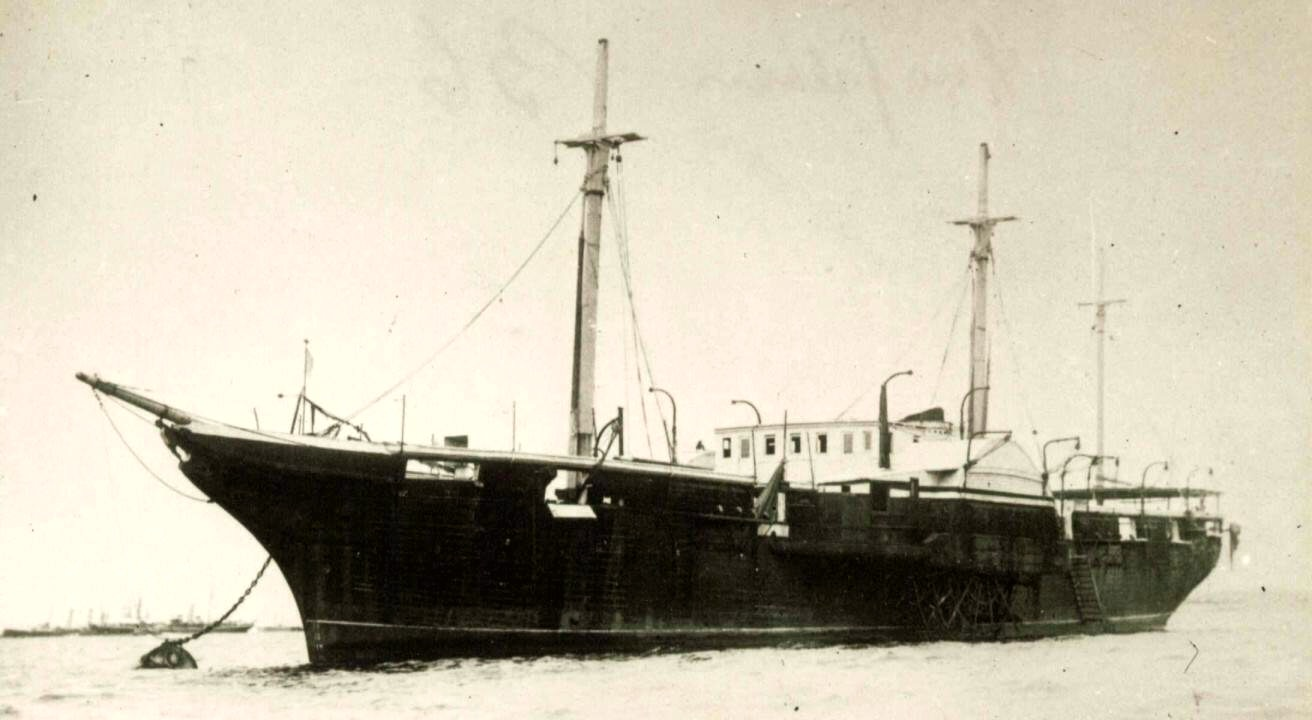
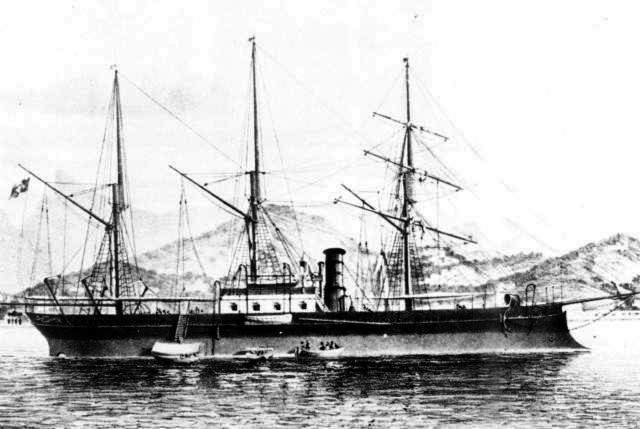
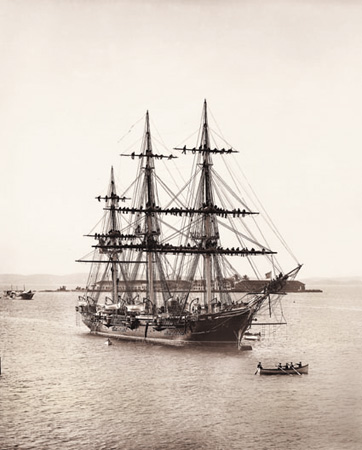
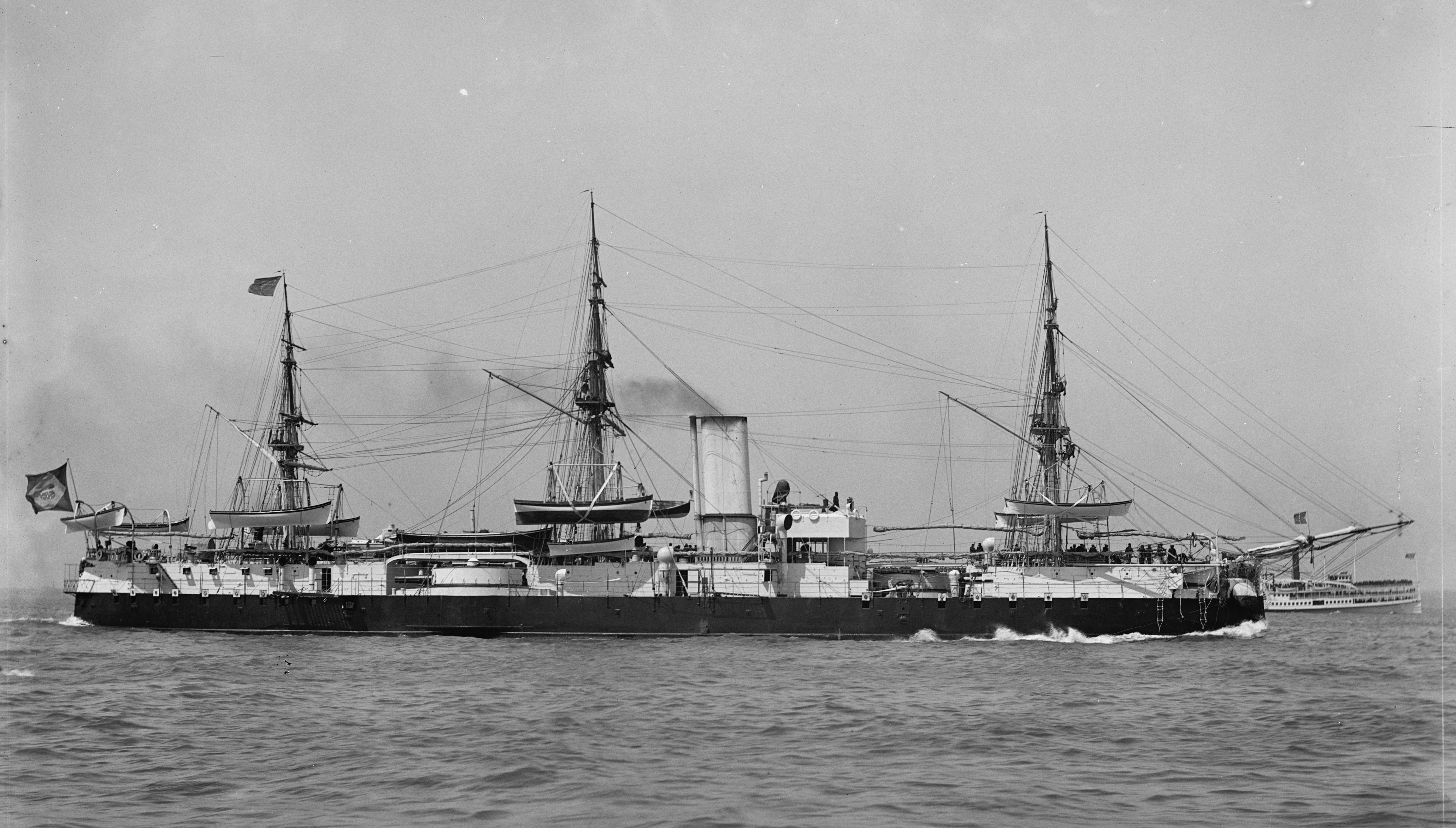
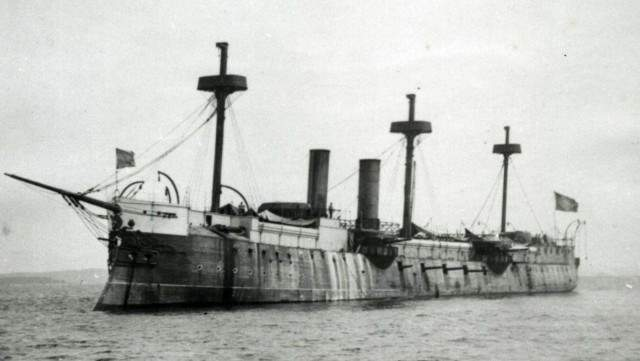
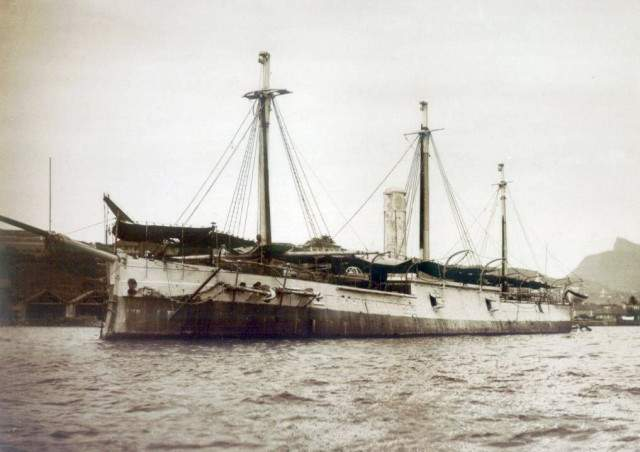
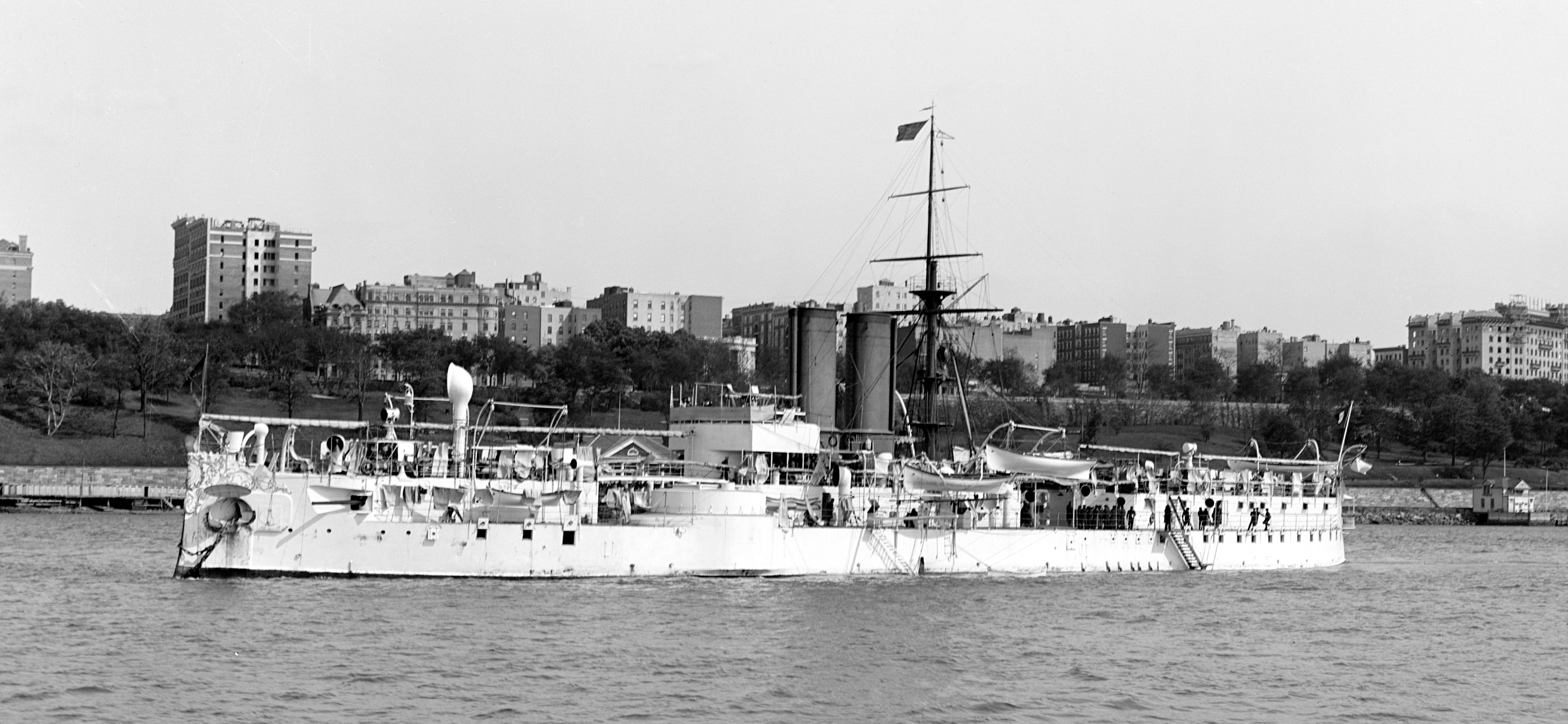
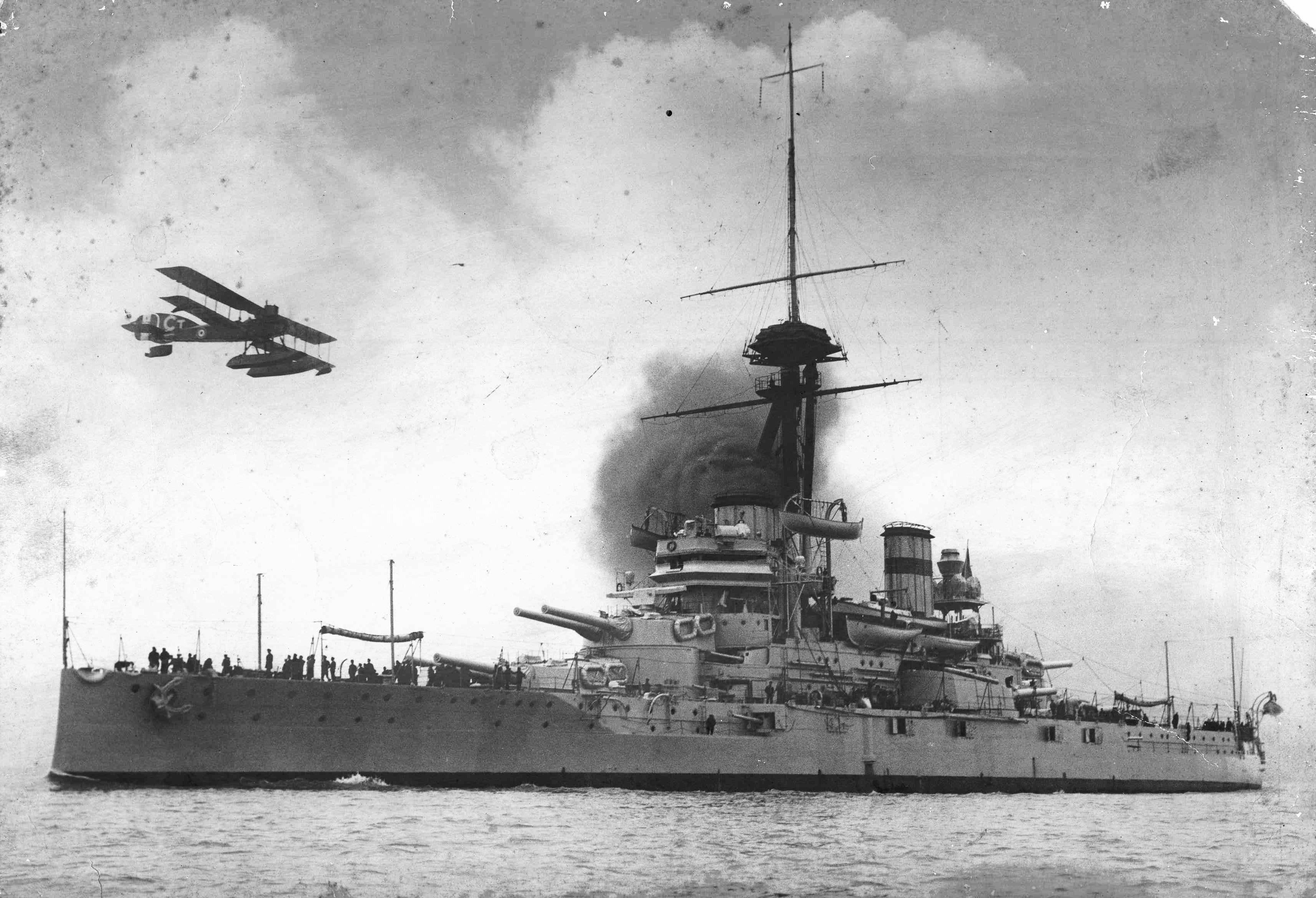
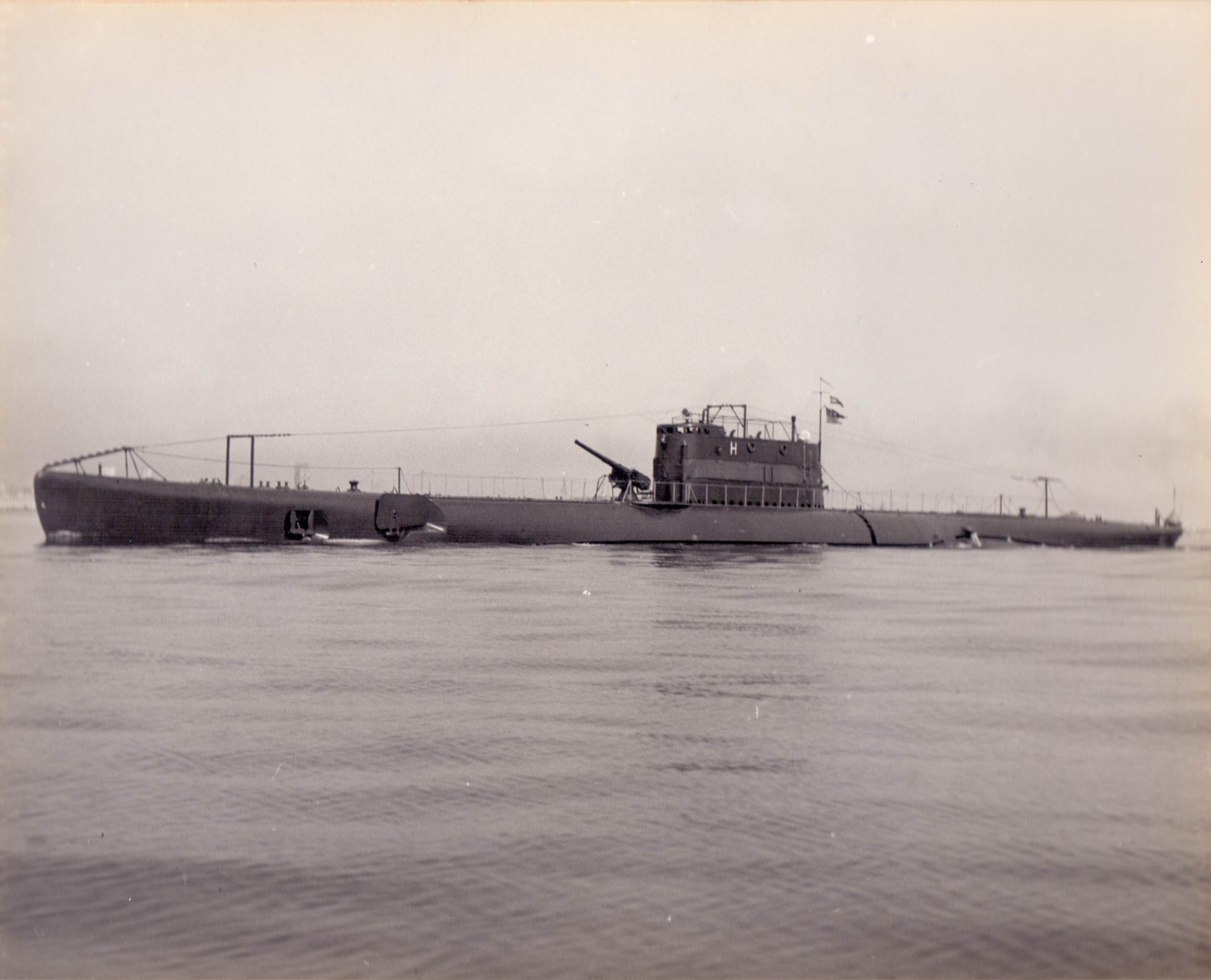
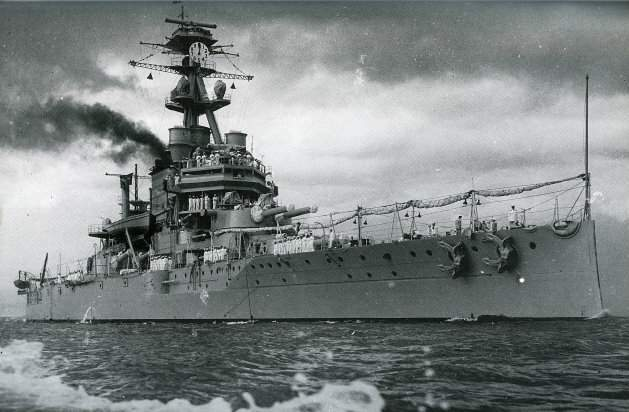
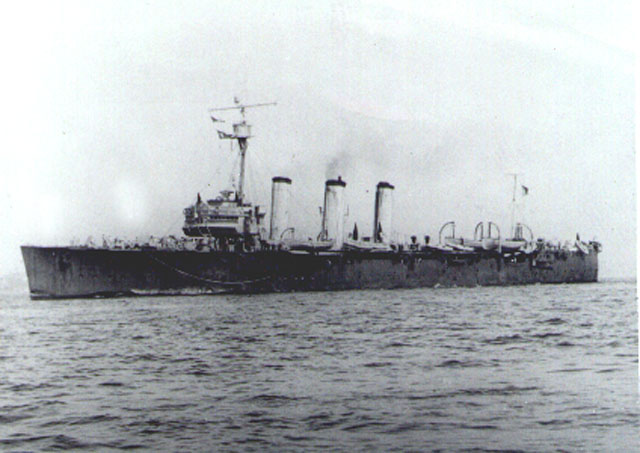
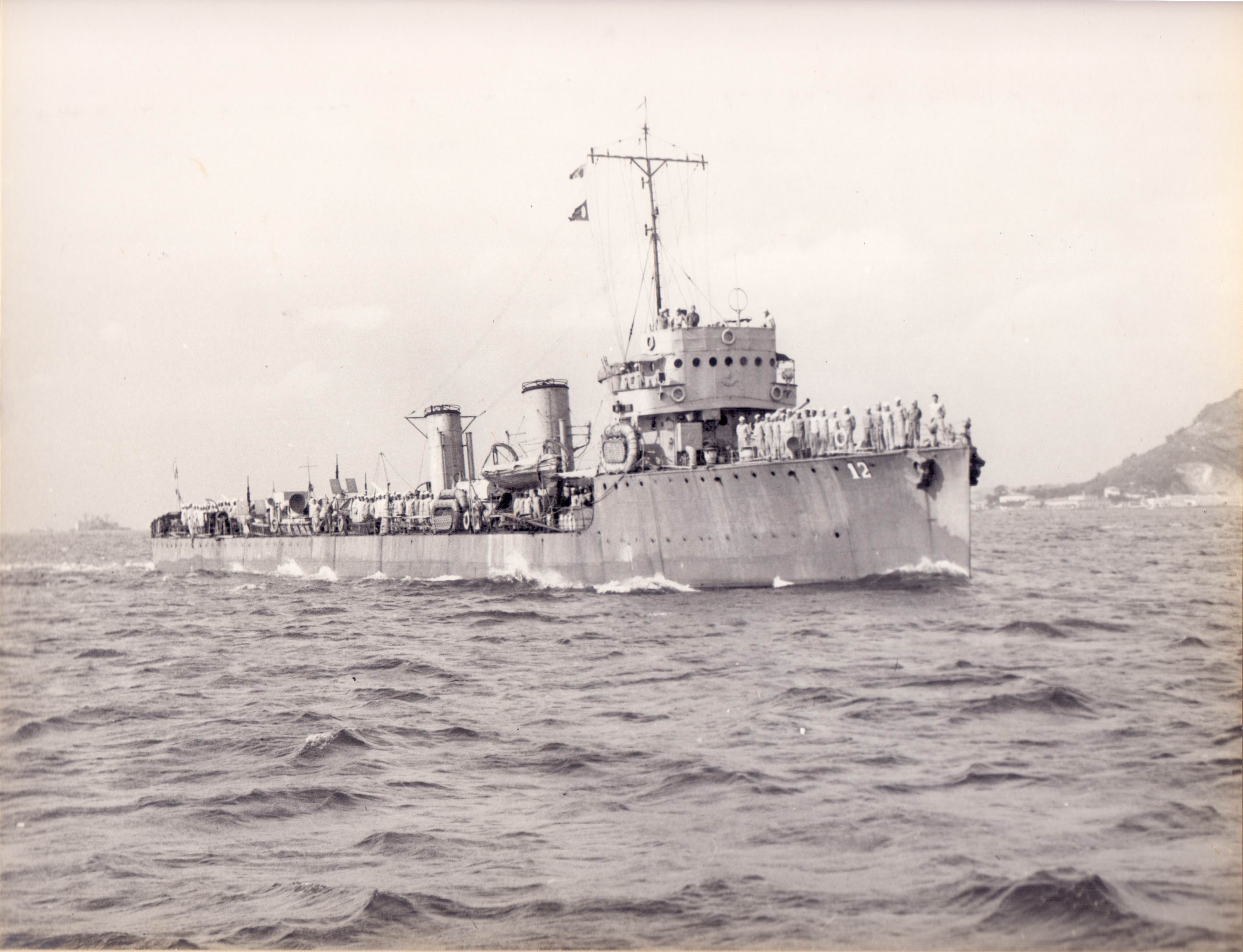
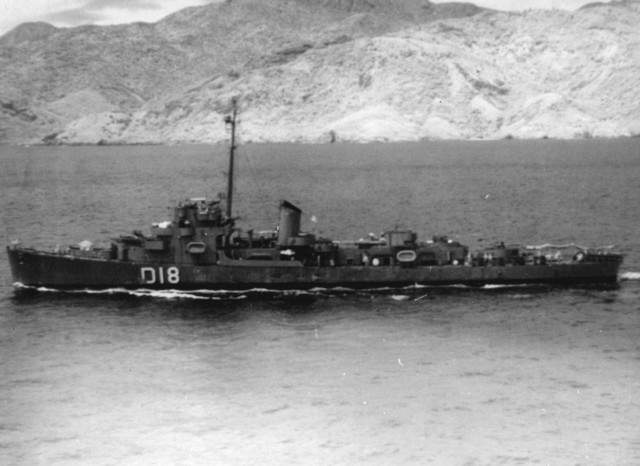
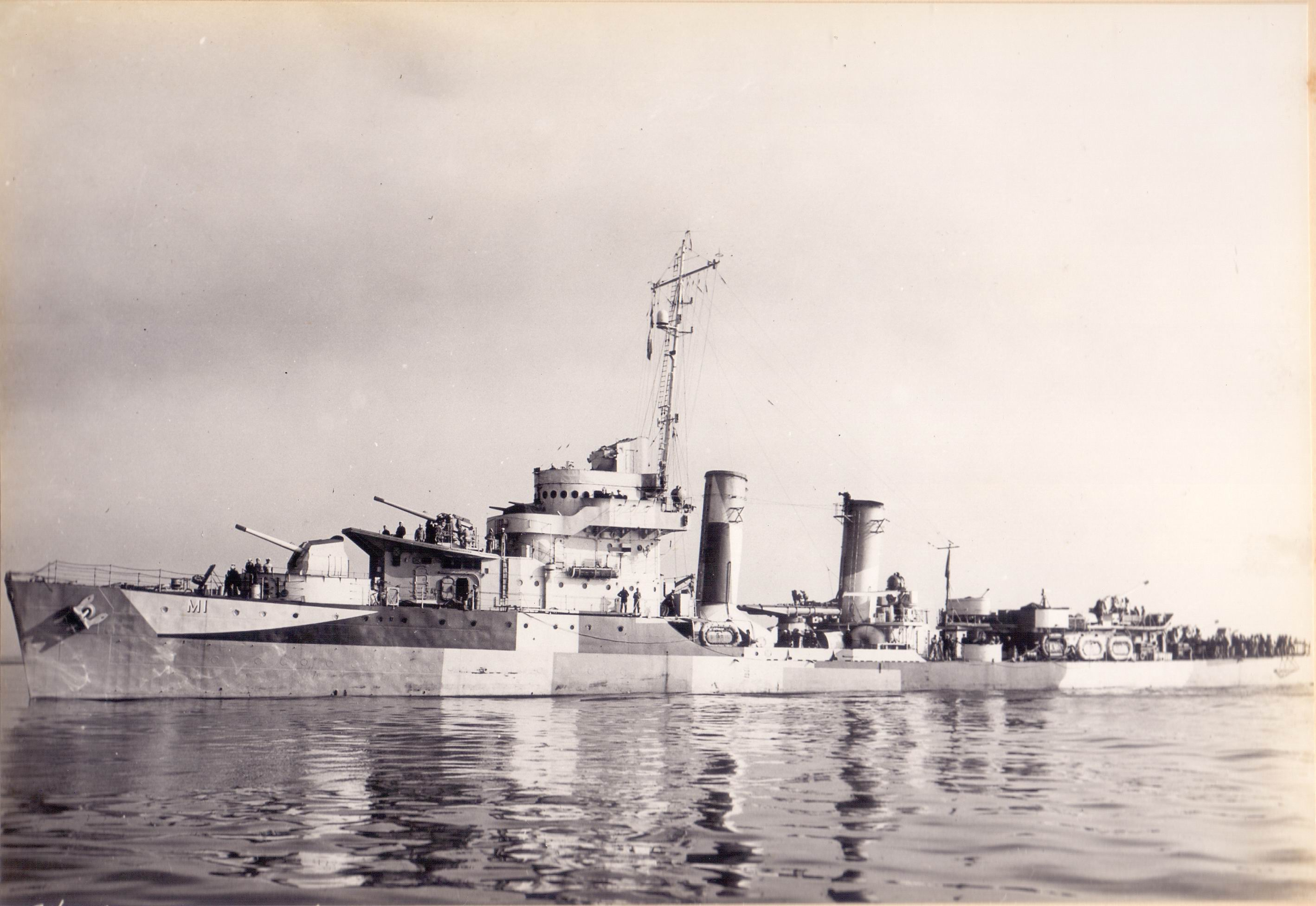
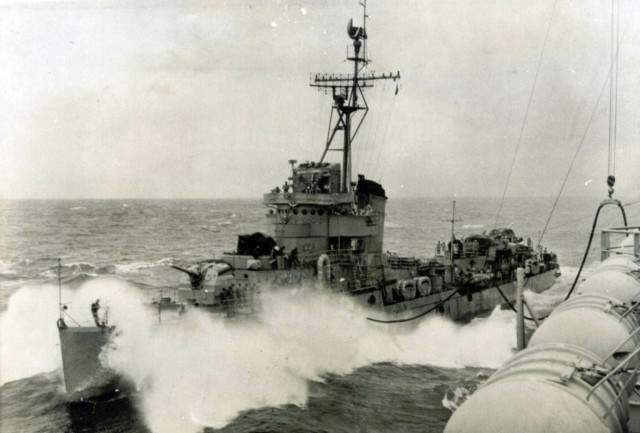
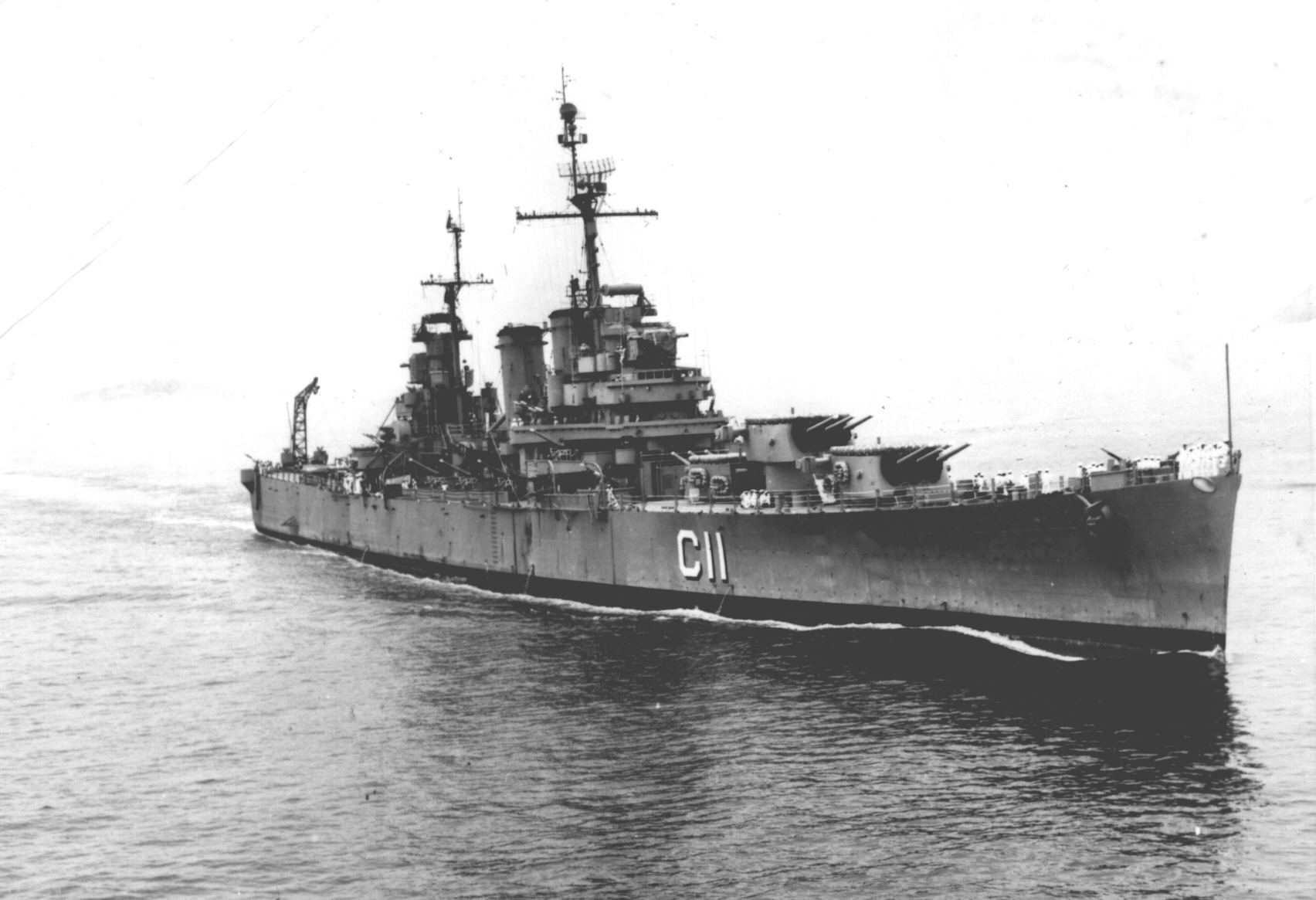
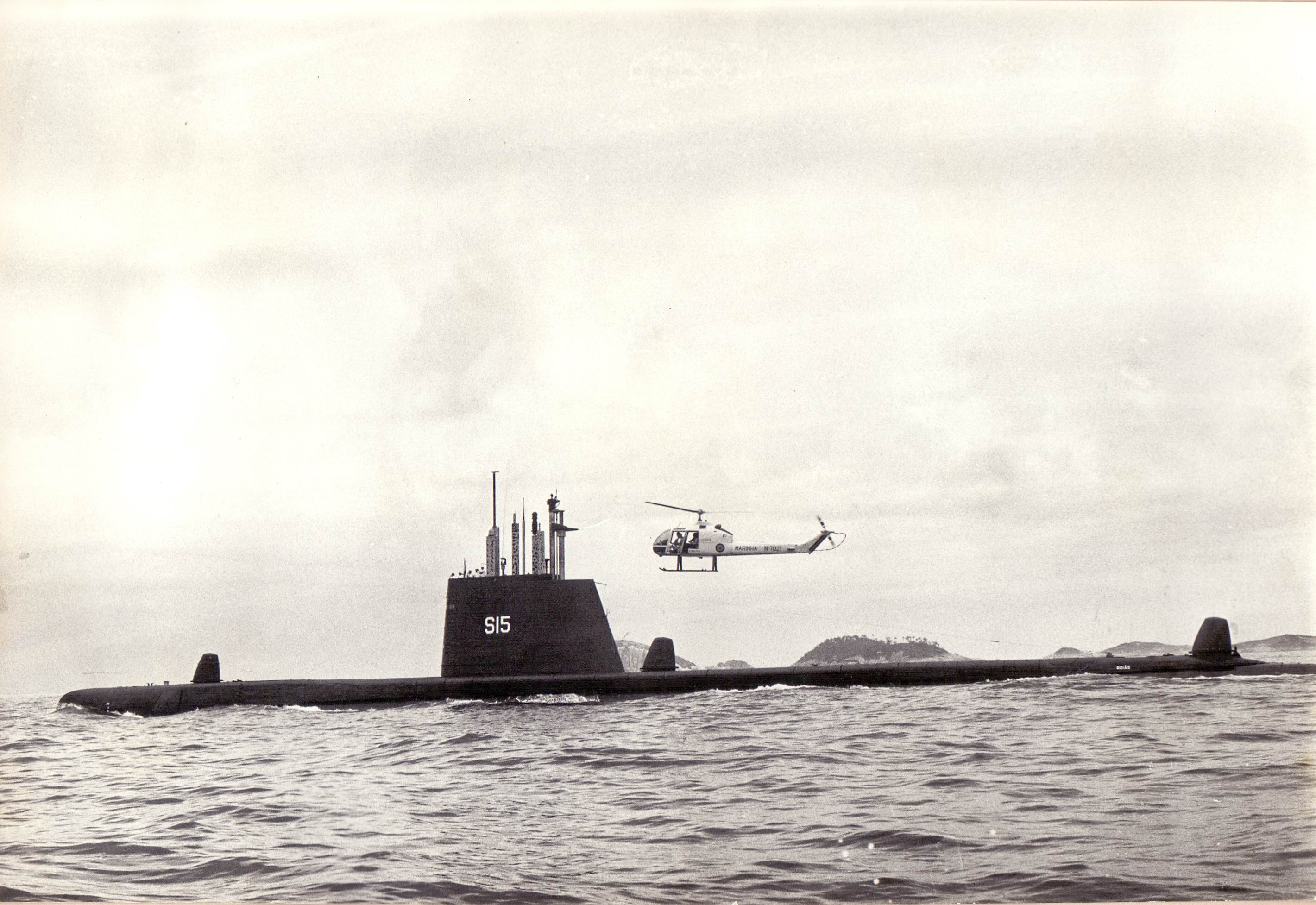
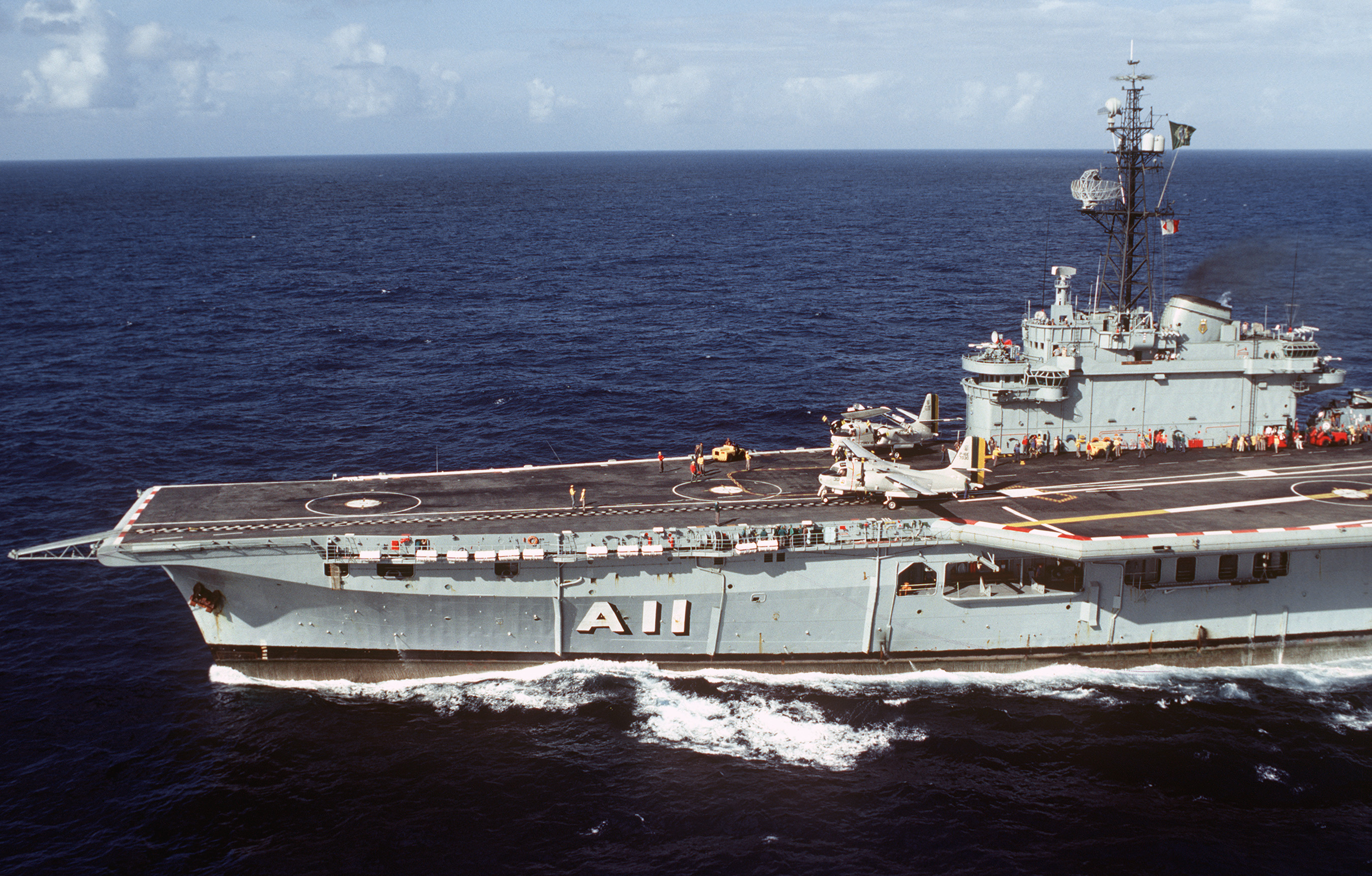
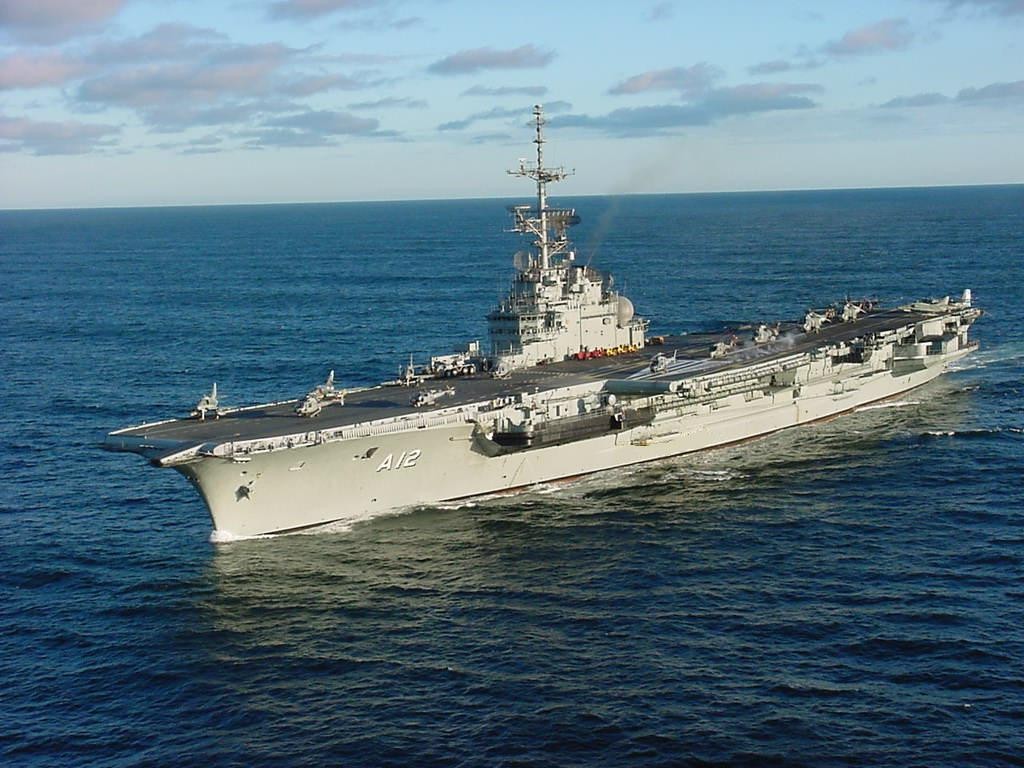

## روابط خارجية
- الموقع الرسمي للبحرية البرازيلية (بالبرتغالية)
- Poder Naval السفن الحربية البرازيلية والطيران البحري (بالبرتغالية)
- التاريخ الرسمي للسفن البرازيلية (بالبرتغالية)
- الأمن العالمي لمحة عن البحرية البرازيلية
- تاريخ سفن البحرية في العالم للبحرية البرازيلية
- تاريخ VF-1 «الصقور» (الصقور) في البحرية البرازيلية
- الأعلام البحرية البرازيلية
- قاعدة ميليتار ويب مجلة قاعدة بيانات الطائرات العسكرية البرازيلية
- الأوامر والميداليات العسكرية من البرازيل (بالبرتغالية)

### أشرطة فيديو
- البحرية البرازيلية A-4 Skyhawks